# Fuentenava de Jábaga
Fuentenava de Jábaga é um município da Espanha, na província de Cuenca, comunidade autônoma de Castela-Mancha. Tem 133,09 km² de área e em 2021 tinha 527 habitantes (densidade: 4 hab./km²). Limita com os municípios de Cuenca, Abia de la Obispalía, Villar y Velasco, Villas de la Ventosa, Villar de Domingo García e Chillarón de Cuenca.